# Hassi
|  | No s'ha de confondre amb Hasses. |

L'hassi és un element químic sintètic el símbol del qual és Hs i el seu nombre atòmic és 108. Pertany als metalls de transició, essent l'element més pesant del grup 8 i que està situat al 7è període de la taula periòdica. Fou sintetitzat per primer cop el 1984 a Darmstadt, Alemanya, per un equip de científics dirigits per Peter Armbruster i Gottfried Münzenberg. L'anomenaren hassi, del mot Hassias, nom llatí de l'estat federal alemany de Hessen, capital Frankfurt, on es troba la ciutat de Darmstadt. Per la seva inestabilitat no té aplicacions.

## Història

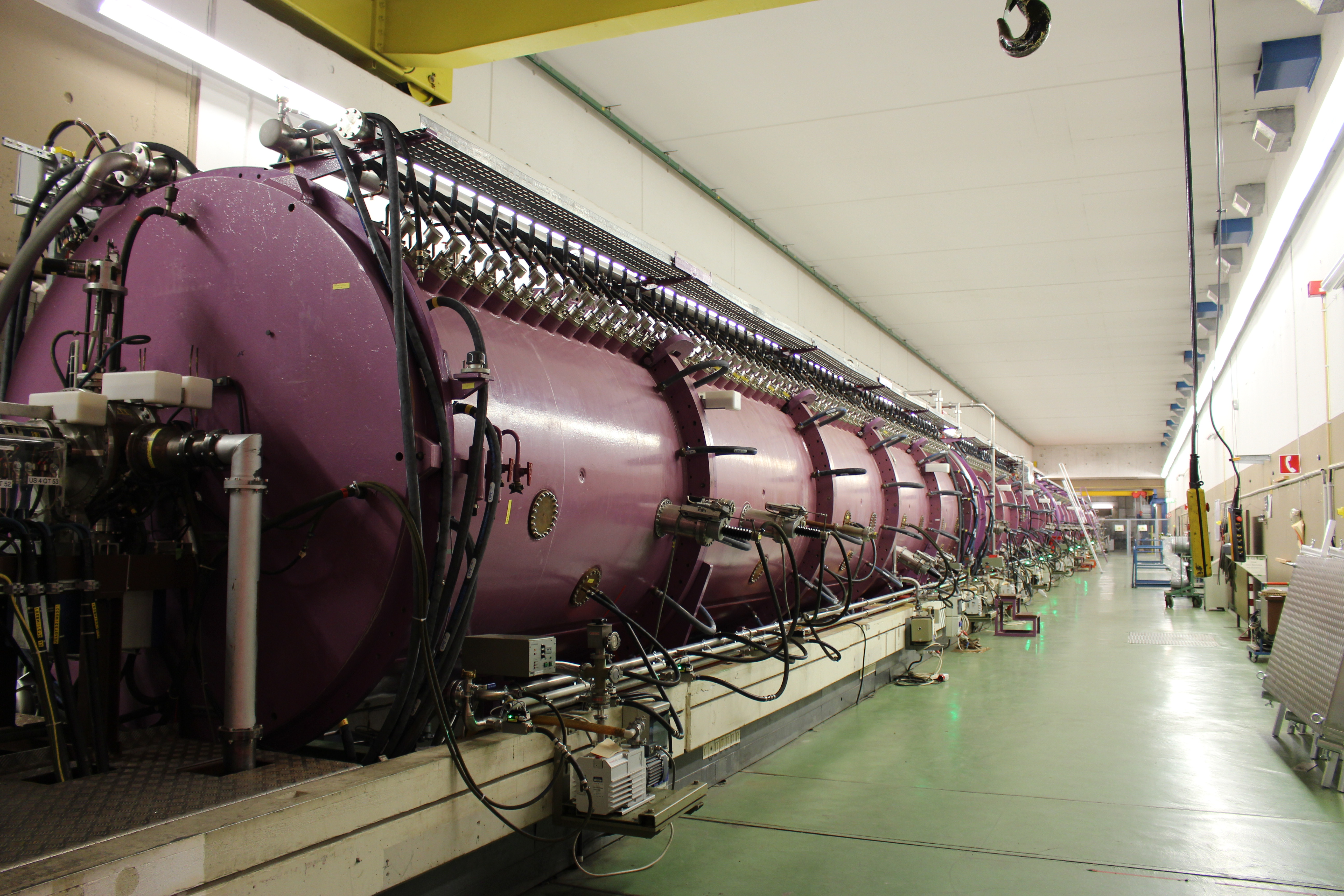
Accelerador d'ions del GSI.

Localització de l'estat de Hessen a Alemanya.

Entre el 1978 i 1983 a l'Institut de Recerca Nuclear de Dubnà, aleshores Unió Soviètica, l'equip de Iuri Oganesssian (1933) i Vladímir Utiónkov produïren els primers isòtops de l'hassi: bombardejant el bismut amb cations de manganès aconseguiren l'isòtop 263, bombardejant el californi amb cations de neó obtingueren l'isòtop 270 i bombardejant el plom amb cations de ferro sintetitzaren l'isòtop 264.
Tanmateix, les dades de l'equip soviètic es consideraren febles per part de la comunitat científica internacional i no fou reconegut el descobriment d'un nou element. El 1984 un equip de físics alemanys dirigit per Peter Armbruster (1931) i Gottfried Münzenberg (1940) de la Societat per a la Investigació en Ions Pesants (GSI), a Darmstadt, Alemanya, produïren tres àtoms de l'isòtop hassi 265 en una reacció de fusió, en bombardejar un blanc de plom 207 amb un feix de projectils de cations ferro 58, segons la reacció:
{\displaystyle {\ce {^208_82Pb + ^58_26Fe -> ^265_108Hs + ^1_0n}}}
Els descobridors volien que el nou element s'anomenés hassi, del mot Hassias, nom llatí de l'estat federal alemany de Hessen, capital Frankfurt, on es troba la ciutat de Darmstadt. No obstant això, després de moltes converses, la Unió Internacional de Química Pura i Aplicada (IUPAC) el 1994 decidí anomenar-lo hahni, en honor del guanyador del Premi Nobel de Química l'alemany Otto Hahn (1879-1968) pel descobriment de la fissió nuclear. Però, cap al 1997, la IUPAC canvià d'opinió i decidí finalment acceptar el nom d'hassi, símbol Hs.

### Informes
La síntesi de l'element 108 va ser inicialment intentada el 1978 pel grup d'investigadors liderat per Oganessian al JINR. El grup va fer servir una reacció que pogués generar l'element 108, específicament, l'isòtop270108, a partir de la fusió del radi (específicament, l'isòtop 226
88Ra) i calci (48
20Ca). Els investigadors tenien dubtes sobre com interpretar les dades, i el seu informe no va afirmar clarament un reclam que haguessin descobert l'element. Aquell mateix any, un altre grup d'investigadors a JINR van investigar la possibilitat de sintetitzar l'element 108 a partir de reaccions entre plom (208
82Pb) i ferro (58
26Fe); ells tenien dubtes sobre com interpretar els resultats, indicant que era possible que l'element 108 no hagués estat creat.

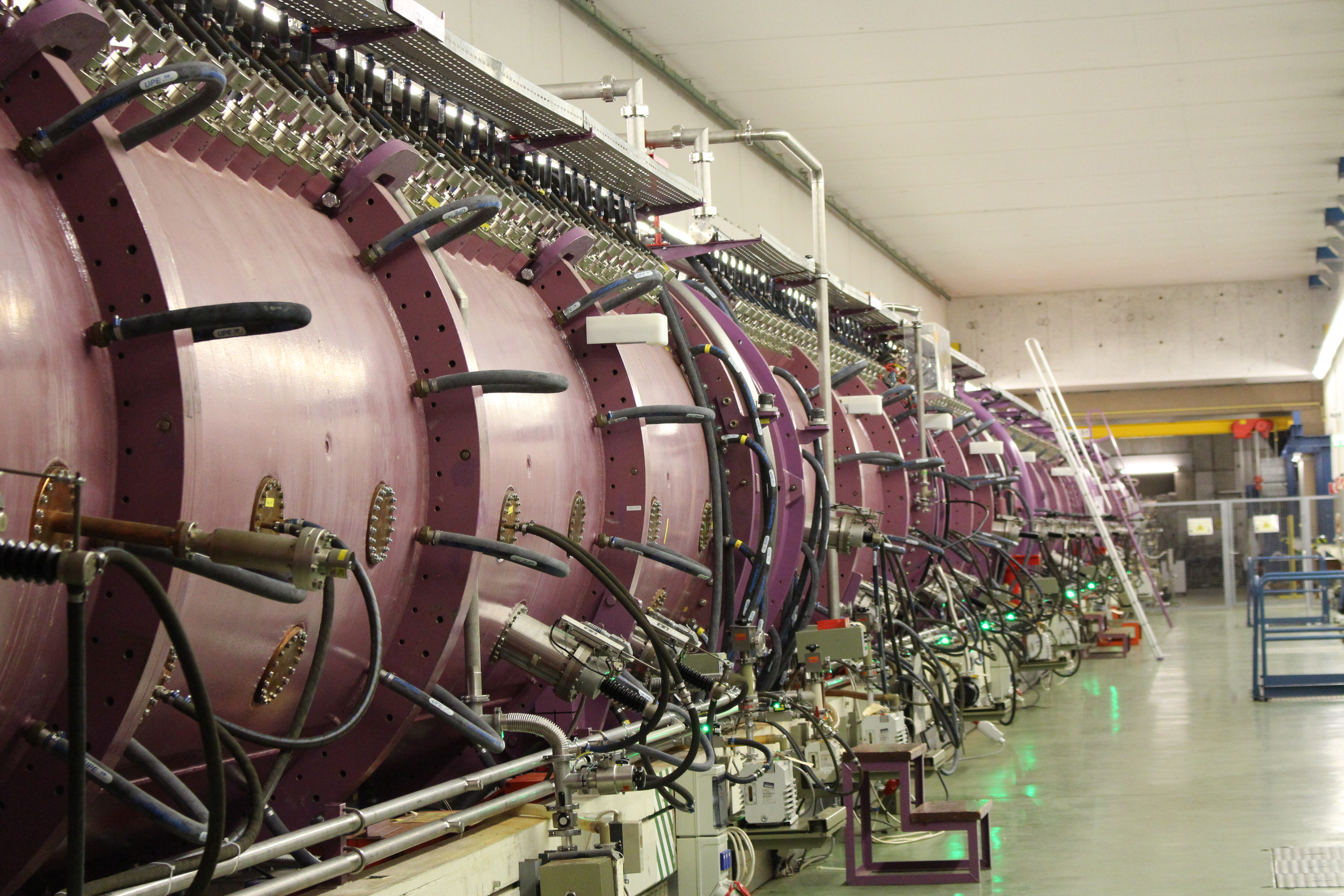
Accelerador lineal de partícules UNILAC del GSI, on va ser descobert l'hasio i on la seva química va ser observada per primera vegada

El 1983, es van realitzar nous experiments a JINR. Els experiments probablement van resultar a la síntesi de l'element 108; bismut (209
83Bi) va ser bombardejat amb manganès (55
25Mn) per obtenir 263108, plom (207
82Pb, 208
82Pb) va ser bombardejat amb ferro (58
26Fe) per obtenir 264108, i californi (249
98Cf) va ser bombardejat amb neó (22
10Ne) per obtenir 270108. Aquests experiments no van ser anunciats com un descobriment i Oganessian els va anunciar en una conferència en comptes de mitjançant un informe escrit.
El 1984, investigadors del JINR a Dubna van realitzar experiments amb esquemes idèntics als realitzats amb anterioritat; van bombardejar blancs de bismut i plom amb ions dels elements més lleugers manganès i ferro, respectivament. Es van registrar vint-i-un esdeveniments de fissió espontània; els investigadors van concloure que els mateixos havien estat causats per 264108.

### Arbitratge
El 1985, la Unió Internacional de Química Pura i Aplicada (IUPAC) i la Unió Internacional de Física Pura i Aplicada (IUPAP) van formar el Grup de Treball de Transferències (GTT) per avaluar el descobriment i establir els noms definitius dels elements amb nombres atòmics superiors a 100. El grup va celebrar reunions amb delegats dels tres instituts competidors; el 1990 van establir els criteris per al reconeixement d'un element i el 1991 van acabar el treball d'avaluació dels descobriments i es van dissoldre. Aquests resultats es van publicar el 1993.
Segons l'informe, els treballs de 1984 del JINR i del GSI van establir simultàniament i independent la síntesi de l'element 108. Dels dos treballs de 1984, el del GSI es considerava prou com a descobriment per si mateix. El treball del JINR, que va precedir el del GSI, mostrava "molt probablement" la síntesi de l'element 108. Tanmateix, això es va determinar en retrospectiva atès el treball de Darmstadt; el treball del JINR es va centrar a identificar químicament les nétes remotes dels isòtops de l'element 108 (cosa que no podia excloure la possibilitat que aquests isòtops fills tinguessin altres progenitors), mentre que el treball del GSI va identificar clarament la trajectòria de desintegració d'aquests isòtops de l'element 108. L'informe va concloure que el mèrit més gran s'havia de concedir al GSI. En les respostes escrites a aquest dictamen, tant el JINR com el GSI van estar d'acord amb les seves conclusions. A la mateixa resposta, GSI va confirmar que ells i el JINR havien pogut resoldre tots els conflictes entre ells.

## Propietats
| Grup    | 8      |
| Període |        |
| 4       | 26 Fe  |
| 5       | 44 Ru  |
| 6       | 76 Os  |
| 7       | 108 Hs |
|         |        |

L'hassi és un element del 7è període i el darrer del grup 8, pertanyent al bloc d de la taula periòdica o dels metalls de transició. S'espera que sigui un sòlid a 25 °C, d'aparença metàl·lica, grisa o argentat, amb una densitat estimada de 28,6 g/cm³. La seva configuració electrònica és [Rn] 5f146d67s2.
L'equip d'Armbruster ha aconseguit produir tetraòxid d'hassi {\displaystyle {\ce {HsO4}}} operant només amb uns pocs àtoms, que s'han oxidat en presència d'oxigen. Aquest fet és la constatació que es comporta com els altres elements del grup 8 (ferro, ruteni i osmi), i sembla indicar l'analogia química amb els elements situats directament sobre ell en la taula periòdica.
Donada la curta semivida de tots els isòtops d'aquest element no és possible mesurar exactament les seves propietats. Malgrat això, en el mateix centre GSI s'han dut a terme importants prediccions teòriques per a estimar algunes d'elles. Entre les dades estimades es poden citar un radi covalent de 134 pm i una entalpia de fusió de 20,5 kJ/mol. Així mateix, s'han estimat valors per a les tres primeres energies d'ionització.

## Isòtops

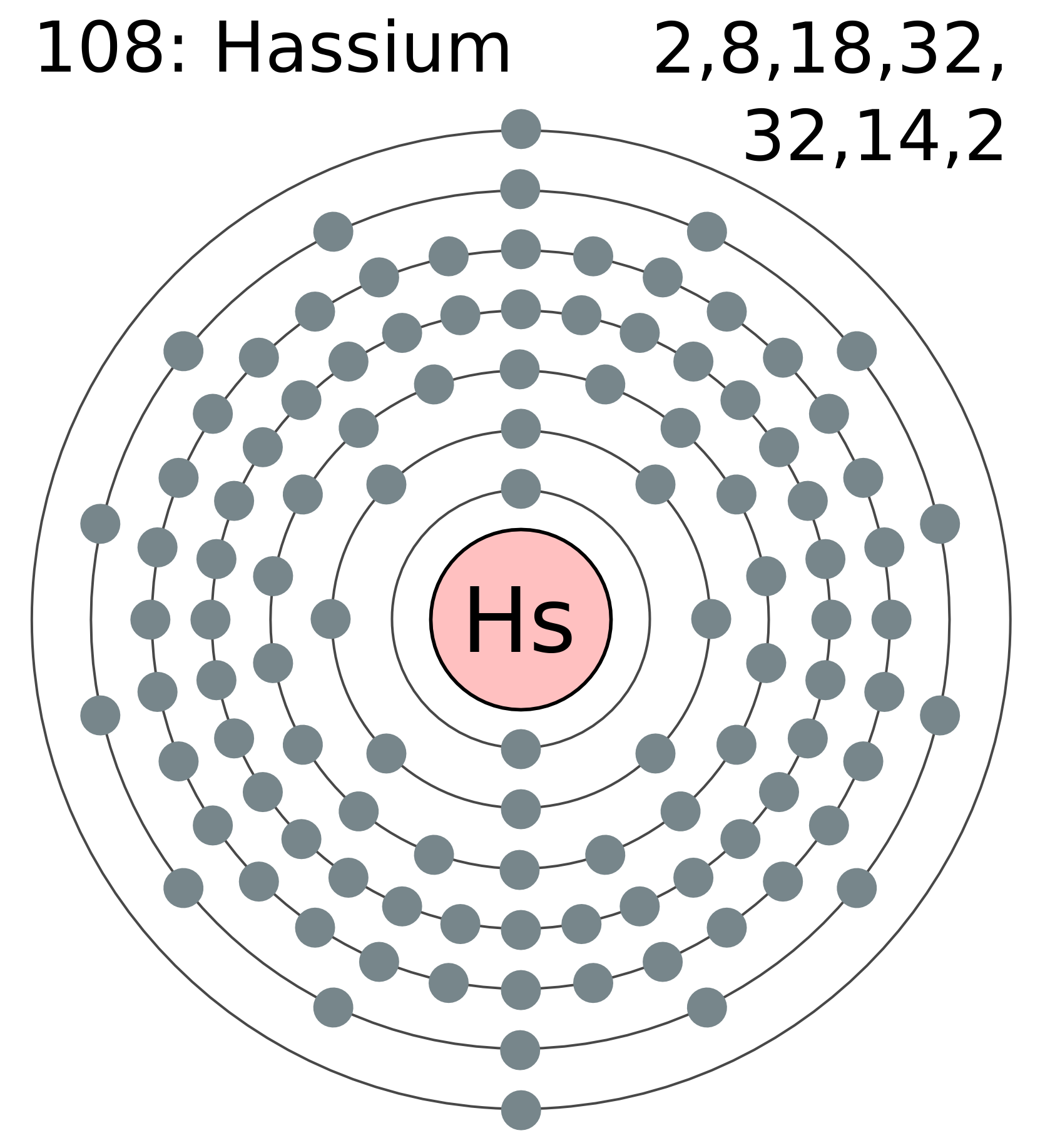
Configuració electrònica de l'hassi.

S'han descrit desset isòtops i isòmers nuclears de l'hassi amb nombres màssics que van del de 263 fins a 277, i amb un període de semidesintegració entre els 0,45 ms del {\displaystyle {\ce {^264Hs}}} i els 9,73 s del {\displaystyle {\ce {^269Hs}}}. Tots es desintegren majoritàriament per emissió de partícules α, per exemple l'hassi 269 dona seaborgi 265:
{\displaystyle {\ce {^269_108Hs -> ^265_106Sg + ^4_2He}}}
La majoria d'aquests isòtops apareixen en les cadenes de desintegració d'elements amb nombres atòmics superiors i parells. Aquests elements són extremadament inestables i es van desintegrant per emissió de partícules α, una rere l'altra, produint tot un seguit d'isòtops d'elements de nombres atòmics inferiors. Per exemple, l'element amb nombre atòmic més alt que s'ha sintetitzat és l'oganessó (Z = 118), l'isòtop oganessó 293 es desintegra segons les següents reaccions que passen per l'hassi 273:
{\displaystyle {\ce {^{293}_{118}Og\xrightarrow {-\alpha } \,_{116}^{289}Lv\xrightarrow {-\alpha } \,_{114}^{285}Fl\xrightarrow {-\alpha } \,_{112}^{281}Cn\xrightarrow {-\alpha } \,_{110}^{277}Ds\xrightarrow {-\alpha } \,_{108}^{273}Hs\xrightarrow {-\alpha } ...}}}